# آدولف، دوک بزرگ لوکزامبورگ
```
آدولف
 (آدولف ویلهلم اوت کارل فریدریش؛ ۲۴ ژوئیه ۱۸۱۷–۱۷ نوامبر ۱۹۰۵) آخرین دوک ناسائو است که از ۲۰ اوت ۱۸۳۹ تا زمان الحاق قلمرو دوک به 
پادشاهی پروس
 در سال ۱۸۶۶ حکومت کرد. در سال ۱۸۹۰، پس از مرگ 
ویلیام سوم
 پادشاه 
هلند
 و دوک لوکزامبورگ بود، دوک لوکزامبورگ شد و به 
اتحاد شخصی
 بین 
هلند
 و 
لوکزامبورگ
 در سال ۱۹۰۵ پایان داد. او نخستین پادشاه 
لوکزامبورگ
 از دودمان ناسائو ویلبورگ بود.
```

آدولف در اوت ۱۸۳۹، بعد از مرگ پدرش ویلیام، دوک ناسائو شد. پس از شکست امپراتوری اتریش در جنگ اتریش-پروس ۱۸۶۶، قلمرو دوک ناسائو به پادشاهی پروس پیوست و بدین ترتیب تاج و تخت خود را از دست داد.
از ۱۸۱۵ تا ۱۸۳۹ دوک‌نشین لوکزامبورگ توسط پادشاهان هلند به عنوان یکی از استانهای هلند اداره شد. به دنبال معاهده لندن (۱۸۳۹)، قلمرو دوک بزرگ لوکزامبورگ مستقل شد اما در اتحاد شخصی با هلند باقی ماند. پس از مرگ پسران ویلیام سوم پادشاه هلند هیچ وارث مذکری برای او نماند تا جانشین وی گردد. در هلند، زنان در سال ۱۸۸۷ اجازه یافتند تا به سلطنت برسند. با این حال، لوکزامبورگ، از قانون سالیک که زنان را از جانشینی منع می‌نمود پیروی کرد؛ بنابراین، پس از مرگ پادشاه ویلیام سوم، تاج سلطنتی هلند به تنها دخترش، ویلهلمینا انتقال یافت، اما طبق پیمان خانواده ناسائو، سلطنت به آدولف منتقل شد.
آدولف در سال ۱۹۰۵ درگذشت و پسرش، ویلیام چهارم، به عنوان دوک اعظم لوکزامبورگ جانشین وی گردید.

## زندگی‌نامه
او پسر ویلیام، دوک ناسائو (۱۸۳۹–۱۷۹۲) و همسر اولش، شاهزاده لوئیز ساکس-هیلدبورگ هاوزن بود. خواهرزاده آدولف، سوفیا ناسائو، همسر اسکار دوم سوئد بود.

### دوک ناسائو
آدولف در اوت ۱۸۳۹در سن ۲۲ سالگی پس از مرگ پدرش مقام دوک ناسائو را به دست آورد. ویستبادن در آن زمان به پایتخت قلمرو دوک تبدیل شده بود و آدولف در سال ۱۸۴۱ در Stadtschloss اقامت گزید. در تاریخ ۴ مارس ۱۸۴۸، او با «درخواست‌های نُه گانه ساکنین ناسائو» موافقت کرد. چند سال بعد، با این حال، او دیدگاه‌های لیبرال خود را لغو کرد و دوره ای شدید محافظه کارانه و ارتجاعی گرفت. به‌طور کلی، اما او به عنوان یک حاکم محبوب دیده می‌شود. او از امپراتوری اتریش در جنگ اتریش-پروس ۱۸۶۶حمایت کرد. پس از شکست اتریش، ناسائو به پادشاهی پروس پیوست و آدولف تاج و تخت خود را در ۲۰ سپتامبر ۱۸۶۶ از دست داد.

### بزرگ دوک لوکزامبورگ
در سال ۱۸۷۹، خواهر آدولف مادر ولدک و پیرمونت، دختر یکی دیگر از خواهرزاده‌های او، با ویلیام سوم، پادشاه هلند و دوک بزرگ لوکزامبورگ ازدواج کردند. در سال ۱۸۹۰، تنها دختر وی ویلهلمنا موفق شد بدون مرگ جانشینش به تخت سلطنت هلند برسد، اما از جانب قانون سالیک لوکزامبورگ برکنار شد. دودمان بزرگ دوک، که از سال ۱۸۱۵به هلند در اتحادیه شخصی پیوند خورده بود، طبق پیمان خانواده ناسائو به آدولف منتقل شد. آدولف پسر عموی ۱۷ساله پادشاه بزرگ دیل ویلیام سوم بود که از طریق موروثی انتخاب شد، که فاصله زیادی از نظر خانوادگی با پادشاه قبلی داشت تا وارث تاج و تخت شود.
در حقیقت، وی در مدت زمان کوتاهی پس از بیماری ویلیام سوم، به حکومت لوکزامبورگ رسید.
در هر حال، زمانی که ۷۳ ساله بود و کمی از سیاستهای لوکزامبورگ می‌دانست، روز به روز دستانش از حکومت کوتاه گشت. پل ایشن نخست‌وزیر، که در سال ۱۸۸۸ وزارت امور خارجه نیز زیر نظر او بود، این سنت را ایجاد کرد که حاکم در سیاست‌های روزگار خود باقی نخواهد ماند. در سال ۱۹۰۲ آدولف پسرش ویلیام را به عنوان جانشین معرفی کرد. او در سال ۱۹۰۵ در خانه تابستانی خود، Schloss Hohenburg در Lenggries، درگذشت و در سال ۱۹۵۳ در کلیسای Schloss Weilburg دفن شد.

### ازدواج و خانواده
در ۳۱ ژانویه سال ۱۸۴۴، آدولف در ابتدا در سن پترزبورگ، با دوشیزه الیزابت میگیلنوین از روسیه، خواهرزاده امپراتور نیکلاس اول روسیه، ازدواج کرد. او کمتر از یک سال بعد از تولد نوزاد دختر مرده اش جان داد. آدولف کلیسای ارتدوکس روسیه سنت الیزابت ۱۸۴۷تا ۱۸۵۵را به عنوان کلیسای مراسم خاکسپاری او بنا نهاد.
در ۲۳ آوریل ۱۸۵۱، او در دسو با شاهزاده Adelheid-Marie از Anhalt-Dessau ازدواج کرد. آنها پنج فرزند داشتند که تنها دو نفر از آنها تا سن هجده سالگی زنده ماندند و شاهزاده لوکزامبورگ شدند:
- ویلیام چهارم، دوک بزرگ لوکزامبورگ (۱۸۵۲–۱۹۱۲)
- شاهزاده فریدریش پل ویلهلم ناساو (بیبریچ، ۲۳ سپتامبر ۱۸۵۴- بیبرچی، ۲۳ اکتبر ۱۸۵۵)
- شاهزاده خانم ماری بیدلیدس ویلهلم شارلوت ناساو (بیبریچ، ۱۴ نوامبر ۱۸۵۷- بیبریچ، ۲۸ دسامبر ۱۸۵۷)[۱]
- شاهزاده فرانتس جوزف ویلهلم ناساو (بیبریچ، ۳۰ ژانویه ۱۸۵۹- وین، آوریل ۱۸۷۵)
- شاهزاده هیلدا شارلوت ویلهلم (۱۸۶۴–۱۹۵۲)، ازدواج کرد فریدریش دوم، بزرگ دوک بادن.

در سال ۱۸۹۲، آدولف، عنوان ارثی ویتسبورگ را بر برادرزاده سوئدی خود اسکار، که پس از ازدواج بدون اجازه پدرش، ازدواج کرده بود، واگذار کرد. ویستبورگ (ویسبورگ نیز تلفظ می‌شود) قلعه قدیمی در شهر Visby دوک نشینی گوتلند و در دست پرنس اسکار بود، اما این عنوان در اشراف لوکزامبورگ ایجاد شد.

## ادلسورین
در تاریخ ۲۰ آوریل ۱۸۴۲، ادلسورین، انجمن حفاظت از مهاجران آلمانی در تگزاس، در قلعه بزرگ دوک در بیبریچ در راین برگزار شد. او به عنوان محافظ سازمان انتخاب شد. Verein مسئول مهاجرت بزرگ آلمانی‌ها به تگزاس در قرن نوزدهم بود، و در ۹ ژانویه ۱۸۴۳، ناسائو را در زمینی به مساحت ۴٬۴۲۸ هکتار در فایت کانتی تگزاس را تأسیس کرد و آن را بعد از دوک بزرگ نامگذاری کرد.

## عنوان‌ها، القاب، افتخارات و نشانها

### عنوان‌ها و القاب
- ۲۴ ژوئیه ۱۸۱۷–۲۰ اوت ۱۸۳۹:دوک موروث ناسائو [الف]
- ۲۰ اوت ۱۸۳۹–۲۰ سپتامبر ۱۸۶۶:دوک ناسائو [الف]
- ۲۰ سپتامبر ۱۸۶۶ - نوامبر ۲۳، ۱۸۹۰: آدولف، دوک ناسائو
- نوامبر ۲۳، نوامبر ۱۸۹۰- نوامبر ۱۷، ۱۹۰۵: والاحضرت همایون دوک بزرگ لوکزامبورگ، دوک ناسائو [ب]

### نشان‌ها

نشان ملی آدولف، ۱۸۹۰ - ۱۸۹۸
نماد آدولف و بزرگ دوک لوکزامبورگ به طور کلی، ۱۸۹۸ - ۲۰۰۰

## نگارخانه

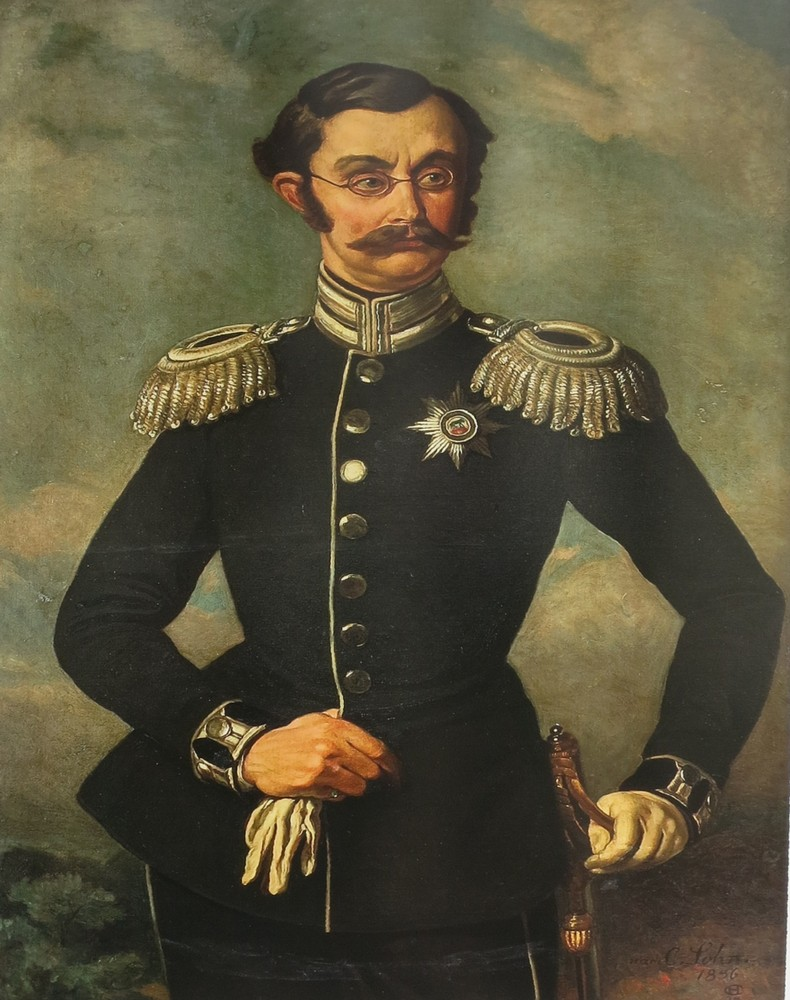
آدولف اول لوکزامبورگ
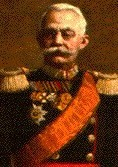
آدولف دوک لوکزامبورگ
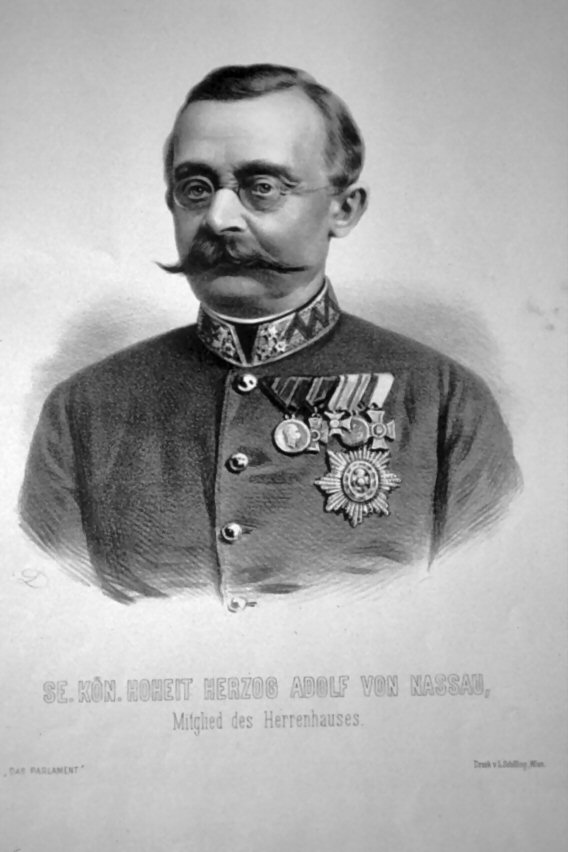
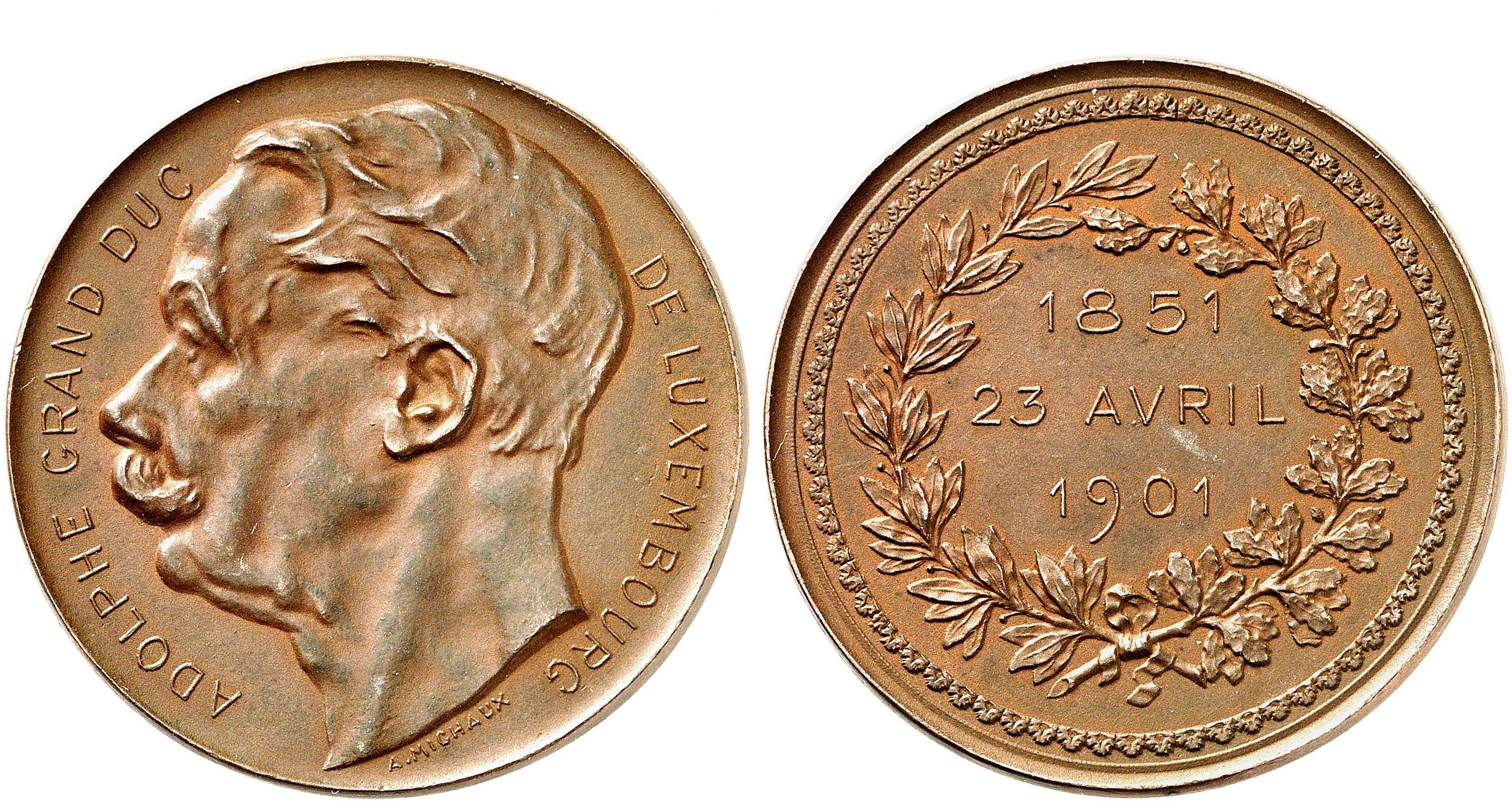
نشان دوک بزرگ لوکزامبورگ؛ اثر میچاکس
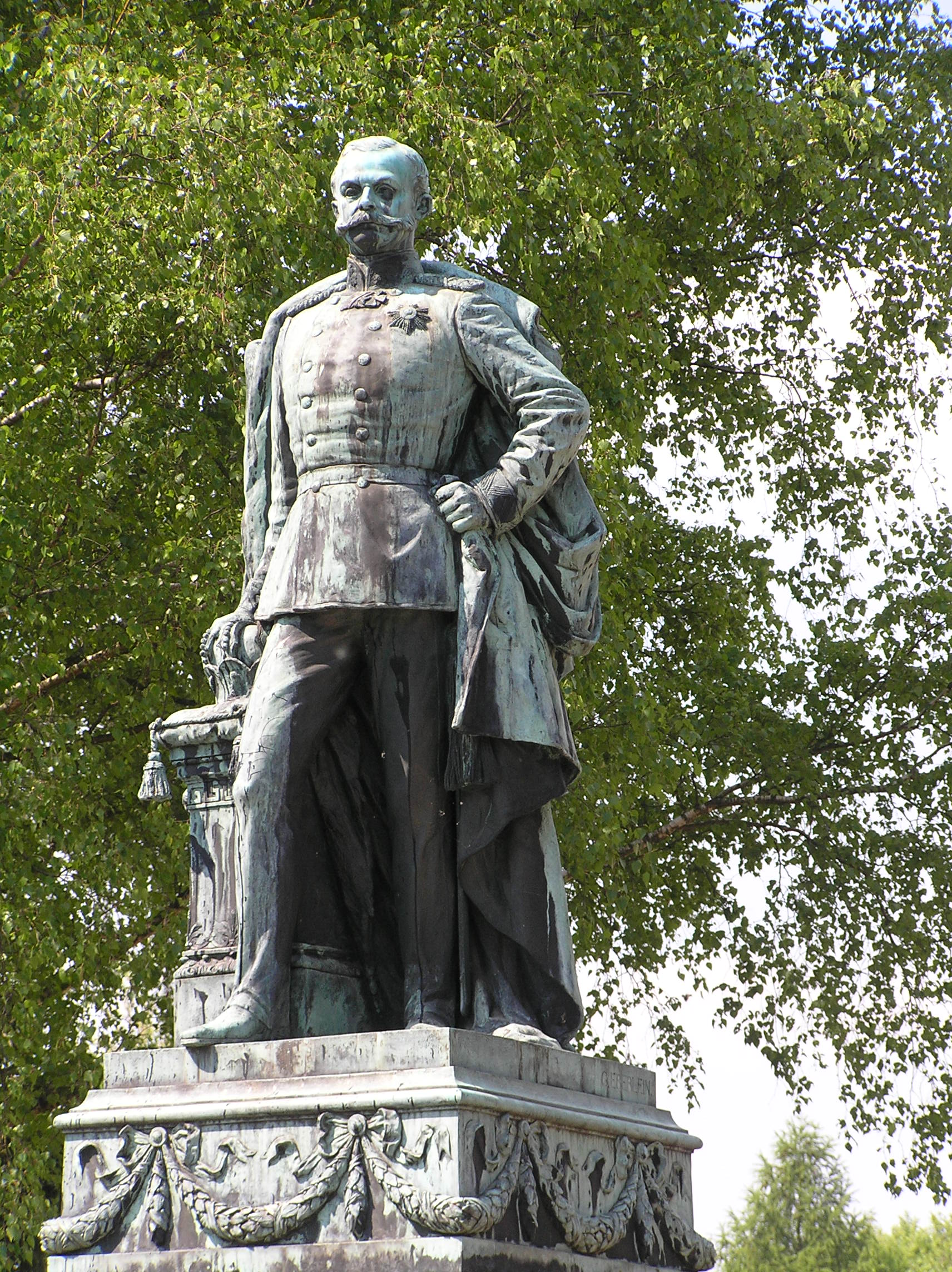
تندیس آدولف در کنیگشتاین
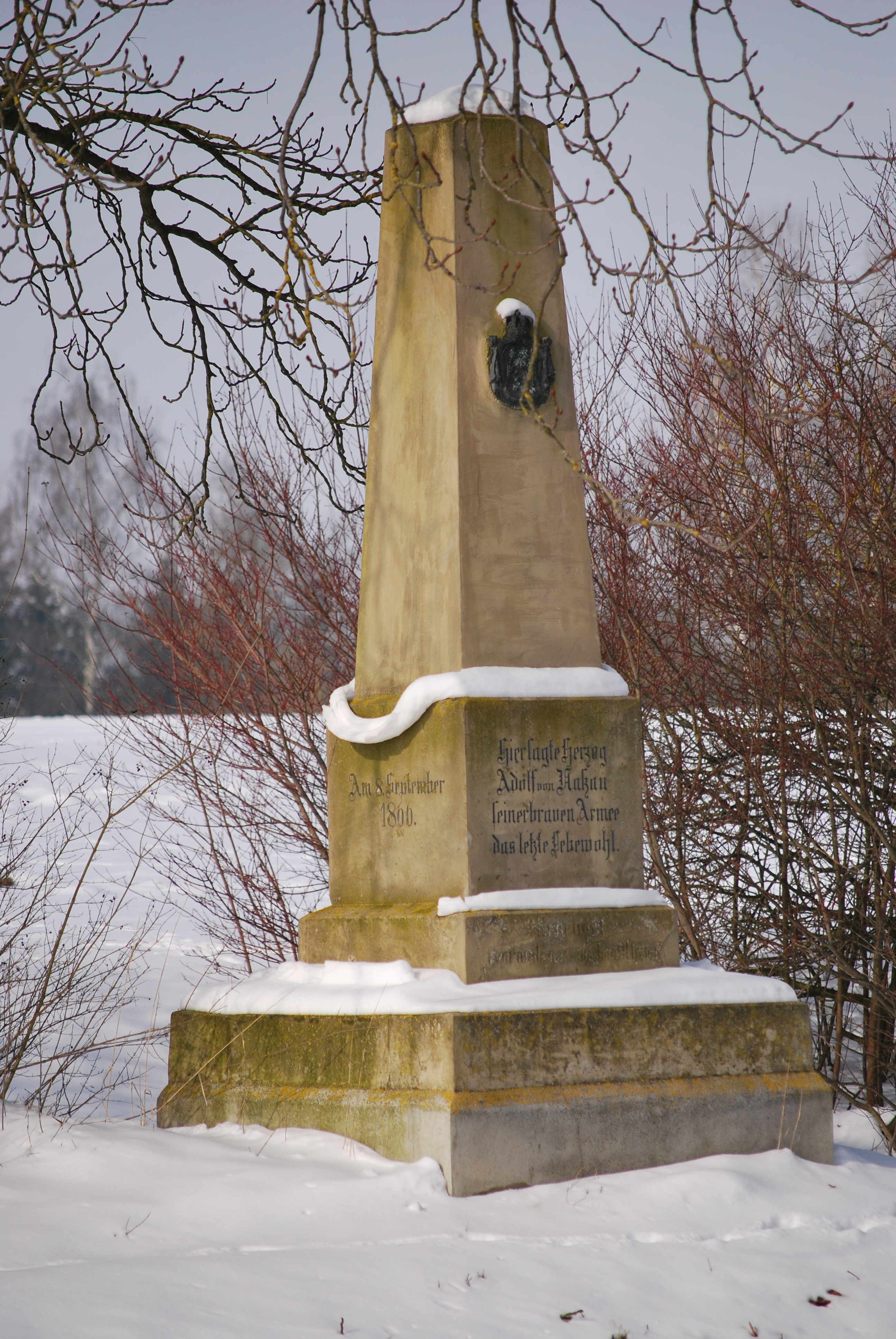
بنای یادبود آدولف

## یادداشت
1. 1 2  It was customary for a reigning Duke, his heir apparent, and their spouses to use the style of Highness.
2. ↑  It was customary for a reigning Grand Duke, his heir apparent, and their spouses to use the style of Royal Highness